# 성난 사람들 (희극)
성난 사람들(Die Aufgeregten)은 요한 볼프강 폰 괴테가 프랑스 혁명의 영향을 받아 쓰기 시작한 작품이다. 관용과 이해로 갈등을 극복할 수 있다고 확신했던 괴테는 혁명이라는 정치사의 비극을 희극으로 구상했다. 하지만 현실은 괴테의 확신과 기대를 철저히 배반했다. 괴테는 결국 이 작품 5막을 완성하지 못하고 스케치로 남겨 둔다.

## 개요
＜성난 사람들＞은 괴테가 1791년과 1792년 사이에 쓰기 시작해 1817년 출판된 괴테 작품집에 수록되었다. 괴테는 이 작품에 “5막 정치극”이라는 부제를 달았다. 부제가 암시하듯 괴테는 프랑스 혁명 직후 그 영향을 받아 희극적인 정치적 5막 극을 구상했다.
헤센 공국의 몇몇 마을이 프랑스로부터 유입된 혁명적 사상에 자극을 받아 백작에게 대항해서 공동으로 봉기를 시도한다. 이전 백작이 그들에게 보장한 권리를 되찾으려는 목적이었다. 마을의 이발사이자 외과 의사인 주인공 브레메 폰 브레메펠트는 그 중심에서 봉기의 정당성을 주장하며 마을 사람들을 규합한다. 정작 브레메의 관심은 정의 구현보다는 리더로서 자신의 명예를 드높이는 것이다.
〈성난 사람들〉은 프랑스 혁명의 기본 원칙을 희극적 인물이 주장하게 한다는 사실 때문에 진지한 논쟁을 회피하는 것으로 해석되어 동시대인들에게는 호응을 얻지 못했다. 괴테를 “보수의 친구”라고 비난하기도 했다. 하지만 구질서가 백작부인 즉 지배 계급의 전환적인 인식에 의해 좀 더 공정한 방향으로 재편되도록 한 결말은 작품에 대한 다른 해석을 가능하게 한다. “하층 계급의 혁명적 봉기는 지배 계급의 부당함이 낳은 결과”라는 것이 〈성난 사람들〉 전체를 관통하는 괴테의 주제의식이기 때문이다. 다만 괴테는 관용을 통해 갈등을 극복한다면 폭력을 수반한 혁명은 불필요하다는 확신을 드러내기 위해 정치적 비극을 희극으로 구상했다. 하지만 현실은 괴테의 이러한 확신과 기대에 훨씬 못 미쳤다. 그 때문에 〈성난 사람들〉은 미완성작으로 남을 수밖에 없었다.